# ماندوروغو (كائن أسطوري)
الماندوروغو هو كائن أسطوري من الفولكلور الفلبيني، يشبه مصاص الدماء .
نوع من الأسوانغ (مُبدل الشكل الفلبيني)، يُشبه الماندوروغو مصاص الدماء. عادةً ما تكون نساء شابات وجميلات في النهار، لكنهن يطوّرن أجنحة وألسنة طويلة وحادة في الليل، والتي يستخدمنها إما لعمل جروح في رقبة الرجل، أو وخز داخل فمه أثناء تقبيله للحصول على الدم. القصص، الأكثر شعبية بين متحدثي التاغالوغ والبيكول، لها العديد من الأختلافات. أحيانًا تقوم الماندوروغو بالزواج من رجال غير مدركين لتفترسهم أو قد تختار زوجًا واحدًا فقط، وتستخدمه كغطاء لنشاطاتها في شرب الدم، وتطير إلى قرى أخرى لتتغذى.

## أسطورة
"الفتاة ذات الحب الكثير" هي إحدى القصص الشعبية. فتاة شابة وجميلة تتزوج في سن السادسة عشر. زوجها، الموصوف كشابٍ بدين، يذبل حتى يصبح هيكلاً عظميًا في أقل من عام. بعد وفاته، تتزوج المرأة مرةً أخرى وتتكرر النتيجة نفسها، حتى تصل إلى زوجها الرابع. الزوج الرابع، خوفًا من المصير نفسه كسابقيه، يخاف النوم في الليل ويمسك بسكين في يده. بعد منتصف الليل بقليل، يشعر الرجل بشيء فوقه ثم وخز في عنقه. يطعن الكائن الموجود فوقه ويسمع صرخة عالية ورفرفة أجنحة. في اليوم التالي، تُوجد زوجته ميتة ليس بعيدًا عن المنزل مع جرح سكين في صدرها.

## الأفلام
في الفلبين بعد الحرب العالمية الثانية ، كان مصاصو الدماء موضوعًا ساخنًا. كان للكنيسة الكاثوليكية الرومانية تأثير كبير على صناعة السينما في جميع أنحاء العالم. أفلام مثل "The Vampire People (1966)" كانت ناتجًا عن الفولكلور المتعلق بمصاصي الدماء والثقافة السائدة.